# Couranga
Couranga là một chi nhện trong họ Stiphidiidae.